# Evangelische Kirche (Syców)

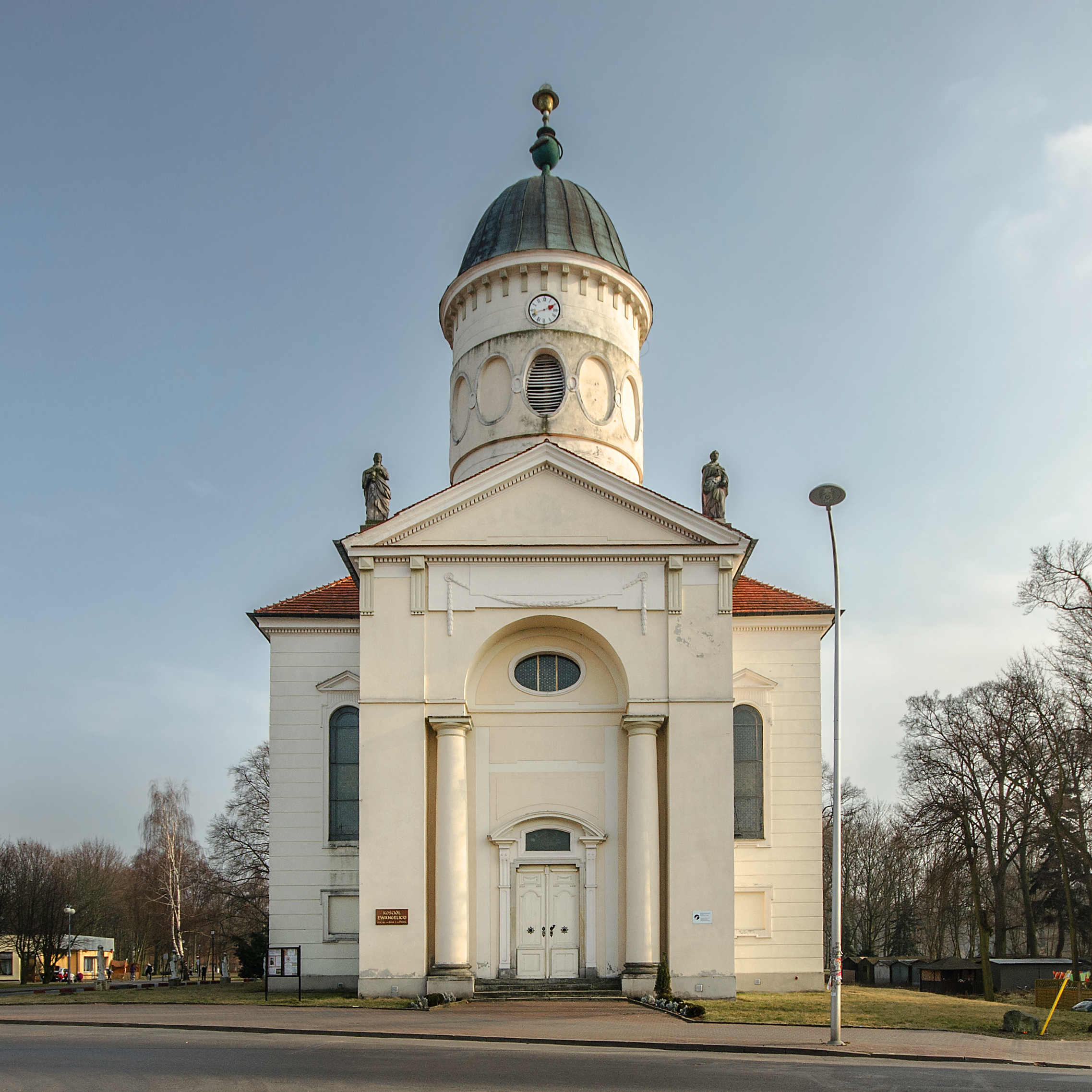
Frontansicht der evangelischen Kirche

Die evangelische Kirche in Syców (dt. Groß Wartenberg, bis 1888 Polnisch Wartenberg) wurde in den Jahren 1785 bis 1789 nach dem Entwurf von Carl Gotthard Langhans durch Baumeister Martin Geyer errichtet. Die Kirche gehört der Evangelisch-Augsburgischen Kirche in Polen, der Breslauer Diözese.

## Geschichte

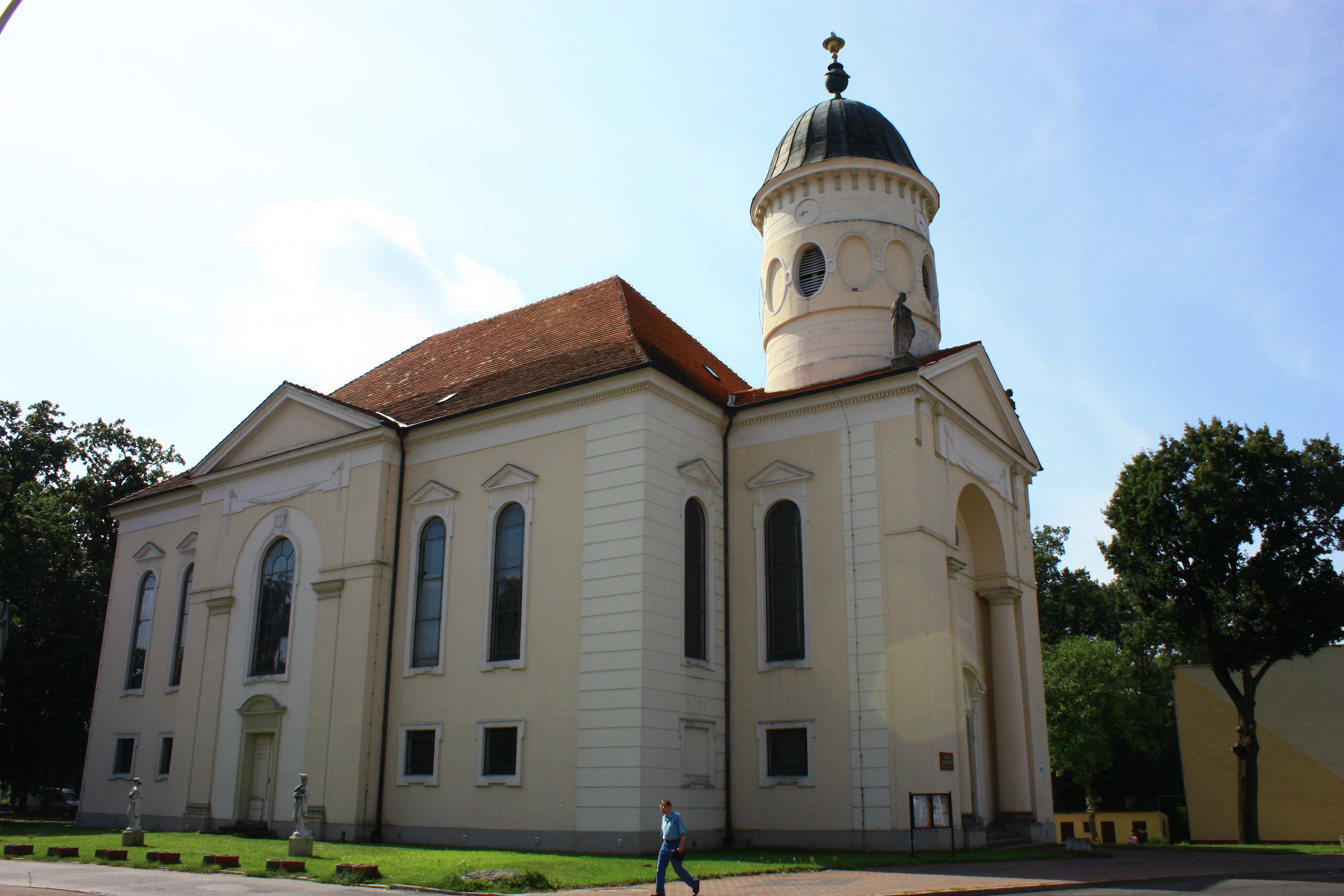
Seitenansicht der Kirche

Die Bauarbeiten erfolgten vom 26. April 1785 bis 29. November 1789. 1794 wurde auf dem Kirchturm ein Uhrwerk vom Uhrmacher Johann Kulbe aus Oels eingebaut. Der Bau der Kirche wurde vom Herzog Peter Biron von Curland finanziert. Am 2. Oktober 1789 erhielt die Kirche vier Glocken, von denen zwei heute in der Stadtkirche Preetz hängen. Auf den Tympanonecken wurden am nächsten Tag die Figuren der Heiligen Johannes und Petrus aufgestellt. Innerhalb der 1817 gebildeten Evangelischen Kirche in den Königlich Preußischen Landen gehörte die Kirchengemeinde zu deren Kirchenprovinz Schlesien.
Die Kirche wurde am 23. Januar 1964 in das Verzeichnis der Baudenkmäler unter der Nr. A/1375/1042 aufgenommen.
Das Kirchengebäude wurde 2002 gründlich erneuert. Dank ihrer ausgezeichneten akustischen Eigenschaften werden in der Kirche Konzerte veranstaltet.

## Architektur und Ausstattung
Das Kirchengebäude steht auf einem rechteckigen Grundriss (32 × 22 m); der runde Glockenturm an der Nordwestfassade steht auf einem 7 × 12,5 m großen Sockel mit einer mächtigen, auf zwei Säulen ruhenden Bogenarkade, ähnlich wie bei anderen Kirchenbauten von Langhans. Der Turm trägt ein kuppelförmiges Dach mit einer Kugel und einem Kelch an der Spitze.
Die Emporen bilden einen ovalen Innenraum, eingeschrieben in die rechteckigen Außenwände.
Auf der oberen Empore wurde die aus der Schlosskapelle stammende Orgel aufgestellt. Diese Orgel wurde 1854 durch eine neue Orgel aus der Hand des Orgelbaumeisters Moritz Müller aus Breslau ersetzt.
1901 wurden die einfachen Glasfenster durch farbige Bleiglasfenster ersetzt.